# Anna Veronese
Maria Anna Veronese, död 1782, var en italiensk skådespelerska verksam i Frankrike. Hon var aktiv vid Comédie-Italienne i Paris.

## Biografi
Veronese var dotter till den italienska Pantalone-aktören Carlo Veronese och syster till skådespelaren Giacoma Antonia Veronese (död 1768). Hon debuterade tillsammans med sin syster på  italienska teatern i Paris år 1744. Hon intog kammarjungfrurollen i commedia dell'arte och blev känd som Corallina (Coraline på franska) efter sin roll, liksom hennes syster blev känd som Camilla. 
Hennes syster beundrades av Goldoni och av Casanova, som kallade henne "Paris älskling". Anna Veronese räknas tillsammans med sin syster till en av de mest betydande subretterna. Hon var en stjärna vid italienska teatern i Paris och blev känd för sina skickliga förklädnader och klädbyten. Hon hade länge ett förhållande med prinsen av Conti, Louis François Joseph de Bourbon, med vilken hon fick flera barn.